# Edoardo Farina

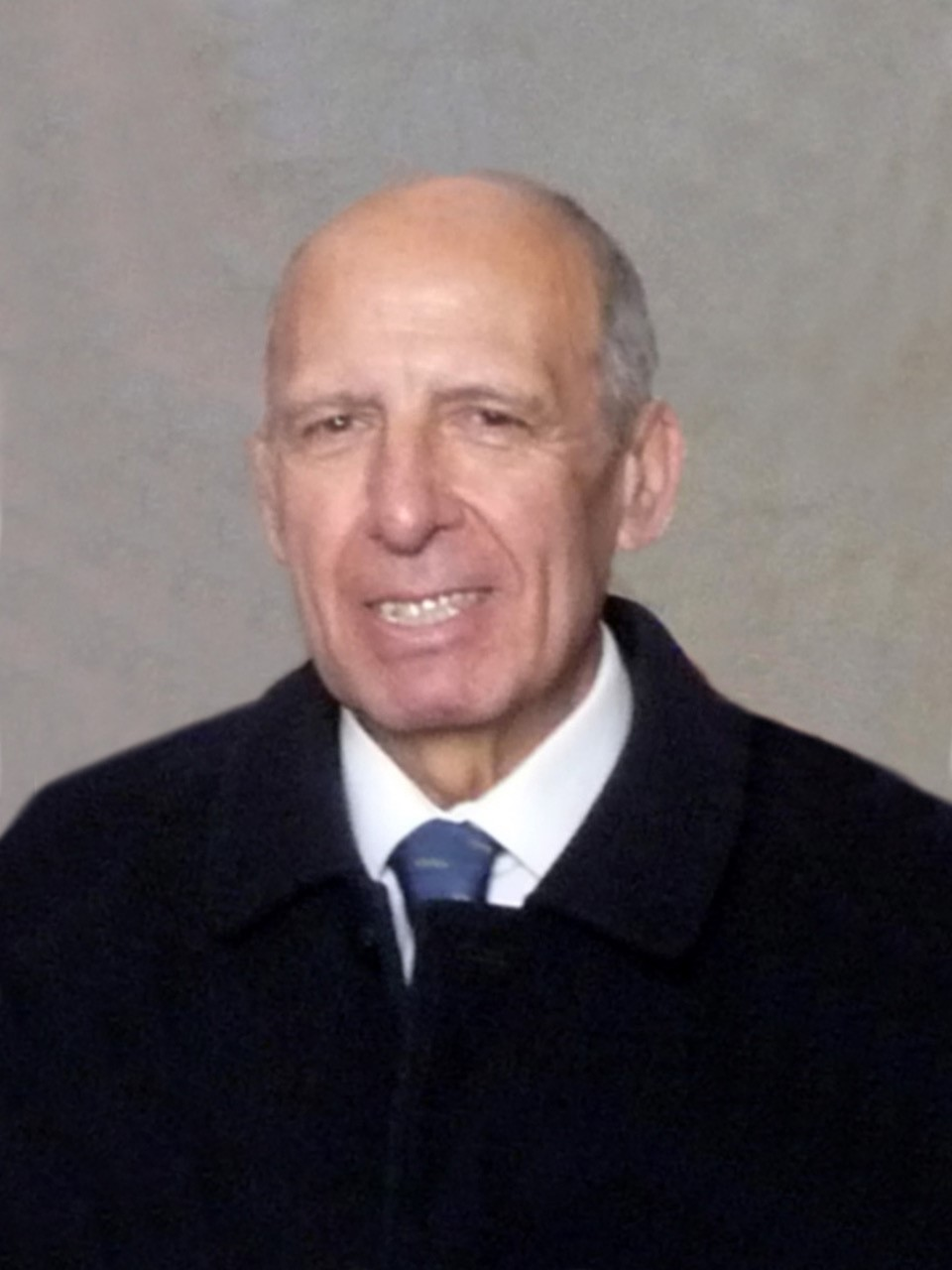
Edoardo Farina

Edoardo Farina (Pavia, 9 aprile 1939 – Pavia, 2 agosto 2018) è stato un compositore, clavicembalista e pianista italiano.

## Biografia
Edoardo Farina, figlio di Guido Farina e fratello di Maria Cecilia Farina, ha compiuto gli studi musicali al Conservatorio Giuseppe Verdi di Milano (Pianoforte con Enzo Calace, Composizione con Bruno Bettinelli), dove è poi divenuto docente del corso di Composizione Polifonica Vocale.
Si è affermato giovanissimo come compositore, ottenendo riconoscimenti internazionali con esecuzioni a Milano (Teatro alla Scala e Piccola Scala, Angelicum, Pomeriggi Musicali, Società del Quartetto  ), Roma (Accademia di Santa Cecilia) e all'estero (Londra, Bruxelles, Amburgo, Strasburgo, Losanna, Lisbona, Tokyo, Sydney, Caracas  ecc.). Sue composizioni sono state trasmesse in Italia (RAI ), in Europa, e in Giappone (NHK di Tokyo).
Ha svolto notevole attività anche come esecutore e studioso di musica del Settecento, tenendo concerti in tutto il mondo  sia come componente di affermati complessi (I Solisti Veneti di cui è stato tra i membri storici, I Solisti Italiani, Capella Academica Wien), sia come collaboratore di celebri artisti (Jean-Pierre Rampal, Arthur Grumiaux , Eduard Melkus, Pierre Amoyal , e altri).
Ha inciso numerosi CD e LP . Dal 1970 è stato direttore della collana Le Opere di Giuseppe Tartini per i tipi della Casa Editrice Carisch di Milano .

## Composizioni
- Siciliana per pianoforte, in Pietro Montani, Autori italiani contemporanei. Composizioni pianistiche per la “prova d'interpretazione” nei conservatorî musicali, III quaderno, Milano, Ricordi, 1960, pp. 4–5
- Concerto da camera, Milano, Curci, 1962
- O sacrum convivium. Mottetto eucaristico a due voci pari e organo; Intonazione per organo, «Musica sacra», supplemento musicale, [VII] 1962, n. 6/2
- Secondo Concerto da camera con violino concertante, Milano, Curci, 1963
- Sonata per orchestra detta “La battaglia”, Milano, Sonzogno, 1964 [recensione di Armando Gentilucci in «Musica d'oggi», n.s., a. 7, n. 9 (nov. 1964), pp. 283–285]
- Messa dei poveri, per soli, coro e organo, Milano, Ricordi, 1964 e Milano, Ricordi, 1968 [11]
- Ouverture da concerto per orchestra, Milano, Ricordi, 1965 [11]
- Elegia per Ghedini, per violino e orchestra d’archi, Milano, Ricordi, 1966 [11]; anche nella riduzione per violino e pianoforte, s.l., s.n., 1968?
- Fantasia per flauto, archi e pianoforte, Milano, Sonzogno, 1969 [12]
- Sonata per violino e pianoforte, Milano, Carisch, 1969 (dedica a Piero Toso) anche nella trascrizione per flauto e pianoforte, Padova, Armelin Musica 2015 [13]
- Sonata al divino Claudio, per trombone e orchestra d'archi, Milano, Carisch, 1970; anche nella riduzione per trombone e pianoforte, Milano, Carisch, 1970
- Sonatina detta “La battaglia”, per clavicembalo, Milano, Sonzogno, 1971 [12]
- Pizzicati per archi, (dedica a I Solisti Veneti), s.n.e., 1971

## Pubblicazioni
Edizioni critiche nell’ambito della collana “Le opere di Giuseppe Tartini (1692-1770)” diretta da Edoardo Farina
- Concerto in si minore (D. 125) per violino, archi e continuo, Milano, Carisch, c1971 (“Le opere di Giuseppe Tartini”, n. 1)
- Concerto in re maggiore (D. 24) per violino, archi e continuo, Milano, Carisch, c1971 (“Le opere di Giuseppe Tartini”, n. 2)
- Concerto in la maggiore (D. 96) per violino, archi e continuo, Milano, Carisch, c1971 (“Le opere di Giuseppe Tartini”, n. 3)
- Concerto in fa maggiore (D. 67) per violino, archi e continuo, Milano, Carisch, c1971 (“Le opere di Giuseppe Tartini”, n. 4)
- Sonate op. 1, per violino e basso continuo [nn. 1-6], Milano, Carisch, 1972 (“Le opere di Giuseppe Tartini”, 7)
- Sonate op. 1, per violino e basso continuo [nn. 7-12], Milano, Carisch, 1972 (“Le opere di Giuseppe Tartini”, 8)
- Sei sonate per due violini e basso continuo, Milano, Carisch, 1973 (“Le opere di Giuseppe Tartini”, 9)
- Concerto in sol maggiore, (D. 83) per violino, archi e continuo, Milano, Carisch, 1975 (“Le opere di Giuseppe Tartini”, 11)
- Sonata pastorale per violino e basso continuo, (BRA A 16), Milano, Carisch, c1975 (“Le opere di Giuseppe Tartini”, 12)
- Tre sonate autografe per violino e basso continuo (G7, C5, B3), Milano, Carisch, c1977 (“Le opere di Giuseppe Tartini”, 16)
- Sei sonate op. 2 “La Cène”, per violino e basso continuo [nn. 1-3] Milano, Carisch, c1978 (“Le opere di Giuseppe Tartini”, 17)
- Sei sonate op. 2 “La Cène”, per violino e basso continuo [nn. 4-6] Milano, Carisch, c1979 (“Le opere di Giuseppe Tartini”, 18) [Include il facsimile dell’Adagio de Mr Tartini varié de plusieurs façons différentes… contenuto ne L’Art du violon di J. B. Cartier (Paris, 1798)]
- Le sonate del volume autografo per violino e basso continuo o violino solo ad libitum, [1-9] Milano, Carisch, c1980 (“Le opere di Giuseppe Tartini”, 19)
- Le sonate del volume autografo per violino e basso continuo o violino solo ad libitum, [10-18] Milano, Carisch, c1982 (“Le opere di Giuseppe Tartini”, 20)
- Le sonate del volume autografo per violino e basso continuo o violino solo ad libitum, [19-23] Milano, Carisch, c1987 (“Le opere di Giuseppe Tartini”, 21a)
- Le sonate del volume autografo per violino e basso continuo o violino solo ad libitum, [24-26] Milano, Carisch, c 1989 (“Le opere di Giuseppe Tartini”, 21b)

## Revisioni
- Franz Liszt, Consolations per pianoforte, Milano, Carisch, 1965
- Baldassare Galuppi, Concerto per cembalo e archi, Padova, Zanibon, 1968
- Ludwig van Beethoven, Sonata per pianoforte n. 13 (Patetica), Milano, Carisch, 1970
- Pietro Antonio Locatelli, Dodici Sonate per flauto traversiere solo e basso, op. 2, Milano, Suvini Zerboni, 1975-76

## Saggi in periodici e in volumi miscellanei
- Giuseppe Tartini nel bicentenario della morte, Padova, Comitato per le celebrazioni del bicentenario tartiniano, 1970 (collana “I quaderni dell’Accademia Tartiniana”)
- Il finale del terzo atto nella parafrasi pianistica di Liszt, in “Don Carlos” / “Don Carlo”. Atti del II Congresso internazionale di studi verdiani (Verona, Parma, Busseto, 30 luglio-5 agosto 1969), Parma, Istituto di studi verdiani, 1971, pp. 542–545
- Contributo alla conoscenza di Tartini, «Chigiana», 26-27, n.s. 6-7, Leo S. Olschki Editore, 1971, pp. 587–589
- L’ultima opera teatrale inedita: Il Bugiardo, in Marina Vaccarini Gallarani, Guido Farina nell’Italia musicale del ’900, Como – Pavia, Ibis, 2008, pp. 11–12

## Discografia (parziale)
- Giuseppe Tartini, [3] Sonate per violino; Sonate a tre – violino Piero Toso, clavicembalo Edoardo Farina, Quartetto Barocco Italiano – Erato, 1970 (STU70627) [fa parte di L’arte di Giuseppe Tartini, I Solisti Veneti, dir. Claudio Scimone]
- Baldassare Galuppi, Quattro Concerti per clavicembalo – clavicembalo Edoardo Farina, I Solisti Veneti, dir. Claudio Scimone – Erato RCA, 1977
- Pietro Antonio Locatelli, Dodici sonate a flauto traversiere solo e basso op. 2 – flauto Giorgio Zagnoni, clavicembalo Edoardo Farina – PDU, 1978
- Giuseppe Tartini, Sei sonate per violino, violoncello e clavicembalo – violino Pierre Amoyal, violoncello Susan Moses, clavicembalo Edoardo Farina – Erato, 1979 (STU710231)
- Francesco Maria Veracini, 8 Sonates pour violon et basse continue – violino Piero Toso, violoncello Chiampan, clavicembalo Edoardo Farina – Paris, Costallat, 1980 (Erato STU71197)
- Tomaso Albinoni, 12 Sonate op. 6 per violino e basso continuo – violino Piero Toso, clavicembalo e organo Edoardo Farina, violoncello Susan Moses – Paris, Costallat, 1982 (Erato STU71300)
- Alessandro Besozzi, Six Sonatas for oboe and basso continuo (prima registrazione) – oboe Pietro Borgonovo, clavicembalo Edoardo Farina, fagotto Rino Vernizzi – Genova, Dynamic, c1992
- Antonio Vivaldi, 8 Concertos for flute, oboe, violin, bassoon and continuo – flauto Angelo Persichilli, oboe Pietro Borgonovo, violino Giovanni Guglielmo, fagotto Rino Vernizzi, clavicembalo Edoardo Farina, contrabbasso Emilio Benzi – Germania, Arts Music GmbH, c1997
- Antonio Vivaldi, 5 Concertos and 2 Sonatas for flute, oboe or violin, bassoon and continuo – flauto Angelo Persichilli, oboe Pietro Borgonovo, violino Giovanni Guglielmo, fagotto Rino Vernizzi, clavicembalo Edoardo Farina, contrabbasso Emilio Benzi – Germania, Arts Music, c1998
- Oltre 20 CD per Denon Nippon Columbia col complesso I Solisti Italiani [14]